# E·K·G
E·K·G è il quarto album in studio della cantante polacca Edyta Górniak, pubblicato nel 2007 solo in Polonia.

## Tracce
1. Dziękuję Ci – 4:41
2. Cygańskie serce – 3:44
3. To, co najlepsze – 4:06
4. Loving You – 4:27
5. Nie wierzyć nie mam sił – 4:00
6. Aleja gwiazd – 4:11
7. Love Is a Lonely Game – 3:53
8. Another Love Song – 3:48
9. Błękit myśli – 4:24
10. List – 4:31
11. Ready 4 Love – 5:26